# Hauptverkehrsstraßennetz von Hamburg

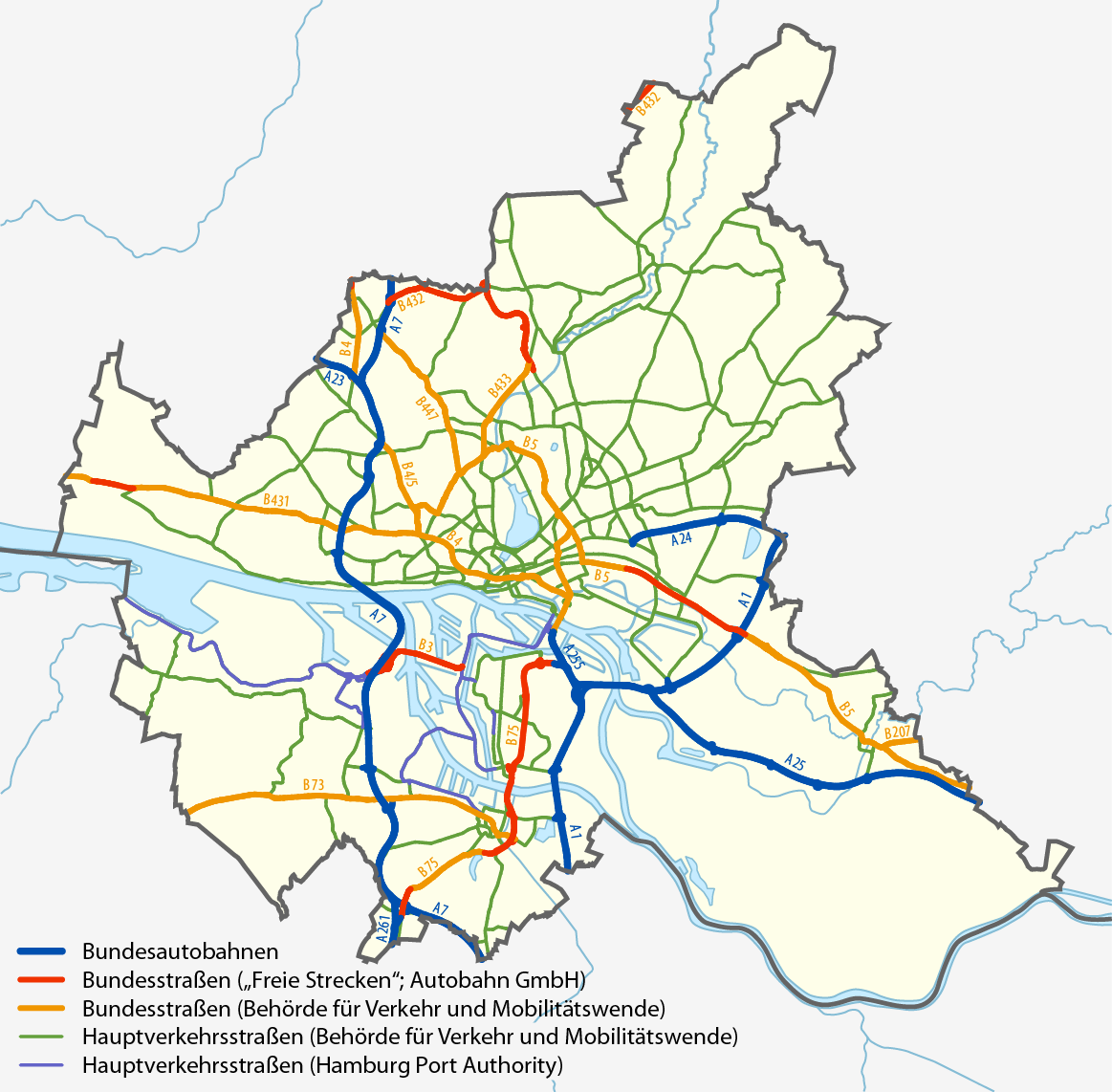
Hauptverkehrsstraßennetz von Hamburg

Das Hauptverkehrsstraßennetz von Hamburg (kurz HVS-Netz) ist eine Kategorisierung und Knotenplan der Straßenwege im Bundesland Hamburg. Die Maßnahmenhoheit liegt für Hauptverkehrsstraßen beim Land Hamburg, analog zu Landesstraßen in anderen Bundesländern, während weitere Straßen von den Bezirken verwaltet werden.
Die Zuständigkeiten im Straßenbauwesen wurden im Jahre 2006 neu geregelt und die Einteilung des Straßennetzes (ohne Bundesfernstraßen) seither auf zwei Kategorien beschränkt. Während die jeweilige Behörde (Land oder Bezirk) sonst die durchgängige Gesamtverantwortung übernimmt, sind abweichend die Prüfungen für Ingenieurbauwerke sowie die Planung von Erschließungsmaßnahmen beim Land angesiedelt. Das auf Landesebene zuständige Amt für Verkehr und Straßenwesen in der Behörde für Verkehr und Mobilitätswende fasst die Daten des Straßennetzes zentral zusammen. Seit dem 1. Januar 2021 ist die Autobahn GmbH für die Autobahnen und die Bundesstraßen „Freie Strecke“ zuständig.
Abgesehen von den Autobahnen ergeben sich folgende Zuständigkeiten zum Stichtag 21. September 2023:
| Zuständigkeit                                 | für                                                   | Länge der Strecken in Metern |
| --------------------------------------------- | ----------------------------------------------------- | ---------------------------- |
| Behörde für Verkehr und Mobilitätswende (BVM) | Hauptverkehrsstraßen und innerörtlichen Bundesstraßen | 490.098                      |
| Autobahn GmbH                                 | Bundesstraßen „Freie Strecke“                         | 27.805                       |
| Hamburg Port Authority                        | Hauptverkehrsstraßen im Hafen                         | 42.443                       |

## Kategorien
Die Klassifizierung des Hamburger Straßennetzes basiert auf dem Senatsbeschluss vom 28. Juni 2005 (Unterrichtung des Senats an die Hamburgische Bürgerschaft, Drucksache 18/2498). Die Einteilung des Straßennetzes (ohne Bundesfernstraßen) wird auf zwei Kategorien beschränkt: Hauptverkehrsstraßen und Bezirksstraßen.
Hauptverkehrsstraßen
Die Hauptverkehrsstraßen in Hamburg bilden ein hierarchisch aufgebautes, in sich einheitliches und plausibles Grundnetz, das folgenden Kriterien genügt:
Abwicklung des übergeordneten Verkehrs durch Bündelung auf leistungsfähig ausgebauten Straßen, Leistung der Hauptverkehrsarbeit mit relativ hohen Verkehrsbelastungen, Stadtteilverbindungsfunktion zur Abwicklung großräumiger Verkehre, Verknüpfung mit den (klassifizierten) Umlandstraßen, Berücksichtigung von Sonderfunktionen (Netz von Schwerlast- und Großraumtransporten, Gefahrguttransporte, Umleitungsstrecken BAB, Militärisches Grundnetz), herausragende Bedeutung der verkehrlichen Aspekte (Netzzusammenhang, Verfügbarkeit, Sicherheit, Leistungsfähigkeit, Schnelligkeit und LSA-Koordinierung), Rückgrat zur zuverlässigen Abwicklung des Wirtschaftsverkehrs, hohe Bedeutung zur Abwicklung des straßengebundenen ÖPNV, ergänzende Netzfunktionen und Lückenschlüsse.
Aus den Grundkriterien werden quantitative Kriterien abgeleitet, die im Einzelfall zur Prüfung einer Zuordnung führen:
Hauptverkehrsarbeit: Eine Verkehrsbelastung von 15.000–20.000 Kfz pro Tag ist ein Indiz bzw. ein Wert > 20.000 Kfz/Tag ein gewichtiges Indiz für eine Hauptverkehrsstraße; als unstrittig gelten Werte > 24.000 Kfz/Tag.
Wirtschaftsverkehr: Eine Belastung durch Schwerverkehr von 500–1.000 Kfz pro Tag ist ein Indiz bzw. über 1.000 ein gewichtiges Indiz für eine Hauptverkehrsstraße.
ÖPNV: Eine Belastung durch Linienbusse von über 200 ist ein gewichtiges Indiz für eine Hauptverkehrsstraße; eine Nutzung durch Metro-Buslinien gilt als herausragendes Merkmal; als unstrittig gelten Werte über 400 Linienbusse pro Tag.
Aus den Grundkriterien werden qualitative Kriterien abgeleitet, die im Einzelfall zur Prüfung einer Zuordnung führen:
Bestandteil eines Sondernetzes für Großraum- und/oder militärische Transporte bzw. BAB-Umleitungen
Anbindung des großräumigen Umlandverkehrs durch Verknüpfung mit Landes- bzw. Kreisstraßen
Bestandteil der geplanten adaptiven Netzsteuerung von Lichtsignalanlagen.
Bezirksstraßen
In Abgrenzung zu den Hauptverkehrsstraßen verbleiben Bezirksstraßen, die neben kleinteiligen Erschließungsaufgaben auch noch großräumige Verbindungsfunktionen in Ergänzung zum HVS-Netz übernehmen.
Die jeweils für die Kategorie zuständige Behörde übernimmt die durchgängige Gesamtverantwortung für Planung, Bau und Unterhaltung der Straße. Soweit eine Straße nicht dem HVS-Netz des Landes zugeordnet ist (oder als Bundesfernstraße immer in der Koordinierung des Landes liegt), so liegt die Maßnahmenhoheit beim Bezirk. Die Landesverwaltung bietet dabei den Bezirksämtern an, als Auftragnehmer Aufgaben der Wegeaufsicht sowie kleinere Reparaturen im HVS-Netz zu übernehmen.

## Liste der Hauptverkehrsstraßen

### A
| - Adenauerallee - Adolph-Schönfelder-Straße - Ahrensburger Straße - Alsenplatz - Alsenstraße - Alsterglacis - Alsterkrugchaussee - Alte Landstraße - Altenwerder Hauptdeich - Alter Fischmarkt - Altmannbrücke | - Altonaer Straße - Amandus-Stubbe-Straße - Am Bahndamm - Am Beckerkamp - Am Brink - Am Luisenhof - Am Moldauhafen - Am Rosengarten - Am Saalehafen - Am Sandtorkai - Amsinckstraße | - Am Stadtrand - Anckelmannsplatz - An der Alster - An der Verbindungsbahn - Andreas-Meyer-Straße - Aue-Hauptdeich - August-Krogmann-Straße - Ausschläger Billdeich - Ausschläger Weg - Axel-Springer-Platz |

### B

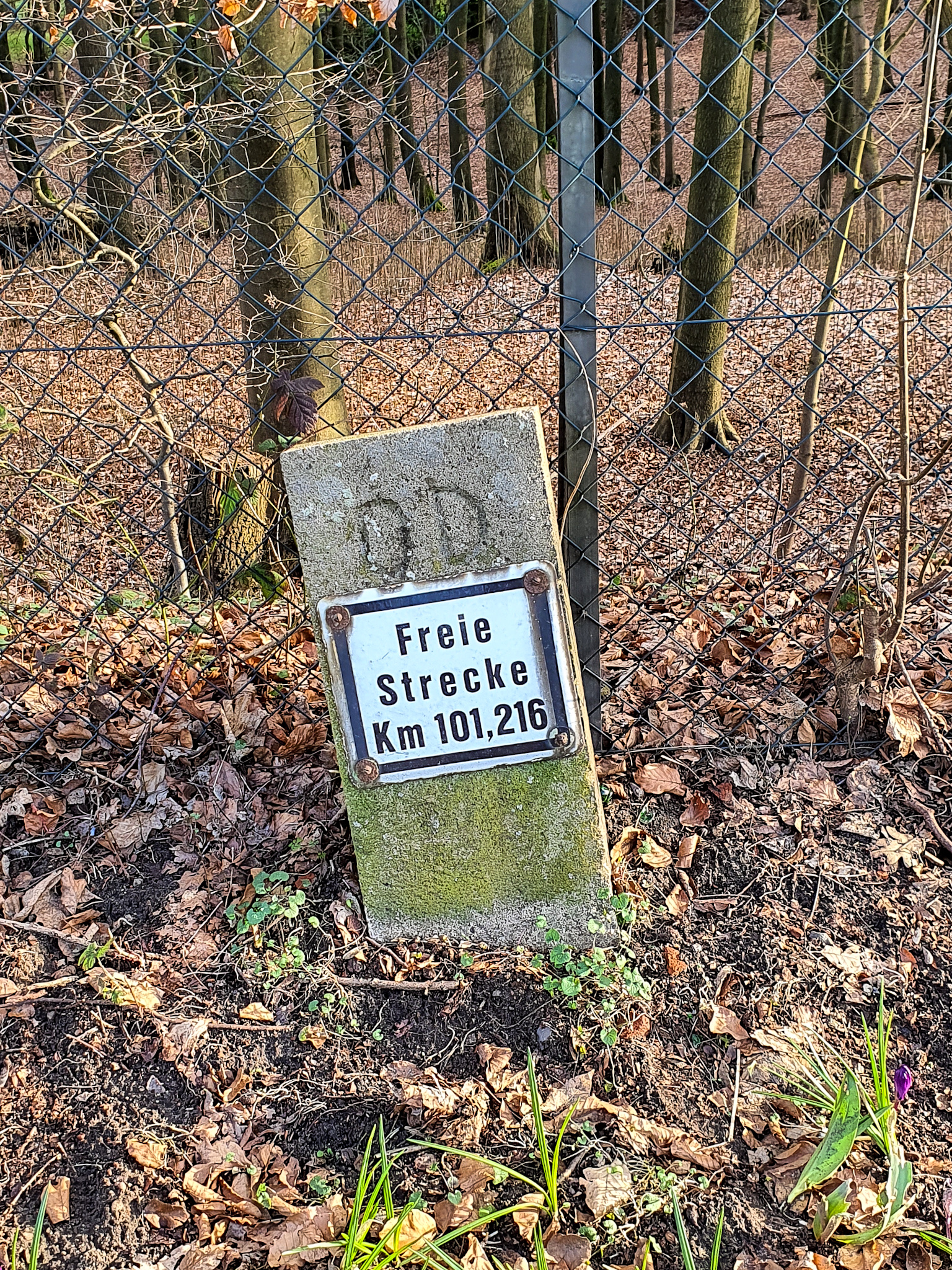
Markierung „Freie Strecke“ Bremer Straße/B75 in Hamburg-Harburg

| - Baakenwerder Straße - Bachstraße - Bahngärten - Bahrenfelder Chaussee - Bahrenfelder Marktplatz - Bargteheider Straße - Barmbeker Markt - Barmbeker-Ring-Brücke - Barmbeker Straße - Barnerstraße - Barsbütteler Straße - Baumwall - Bebelallee - Behringstraße - Behrmannplatz - Bei dem Neuen Krahn - Bei den Mühren - Bei den St. Pauli-Landungsbrücken - Bei der Wollkämmerei - Beim Alten Waisenhause - Beim Schlump | - Beim Strohhause - Bei St. Annen - Bergedorfer Straße - Bergstedter Chaussee - Bergstraße - Berlinertordamm - Berner Brücke - Berner Heerweg - Berner Straße - Beselerplatz - Biedermannplatz - Billhorner Brückenstraße - Billhorner Röhrendamm - Billstedter Hauptstraße - Billstraße - Billwerder Steindamm - Binnenfeldredder - Binnenhafenbrücke - Binsbarg - Blankeneser Landstraße - Blohmstraße | - Borgfelder Straße - Bornkampsweg - Borsigstraße - Borsteler Chaussee - Bovestraße - Braamkamp - Bramfelder Chaussee - Bramfelder Straße - Brandstwiete - Brauhausstraße - Breitenfelder Straße - Breite Straße - Bremer Straße - Brombeerweg - Brooktorkai - Brücke des 17. Juni - Budapester Straße - Bundesstraße - Bürgerweide - Burgstraße - Buxtehuder Straße |

### C
| - Cranzer Hauptdeich - Curslacker Heerweg | - Curslacker Neuer Deich | - Cuxhavener Straße |

### D
| - Dammtordamm - Dammtorstraße - Deelböge - Dehnhaide - Deichtorplatz | - Dennerstraße - Dockenhudener Straße - Domstraße - Doormannsweg - Dovenfleet | - Dradenauer Deichweg - Dratelnstraße - Drosselstraße - Dürerstraße |

### E
| - Ebertallee - Edmund-Siemers-Allee - Ehestorfer Heuweg - Ehestorfer Weg - Eidelstedter Platz - Eiffestraße | - Eimsbütteler Marktplatz - Eißendorfer Straße - Eißendorfer Waldweg - Elbchaussee - Elbgaustraße - Ellerholzbrücke | - Eppendorfer Baum - Eppendorfer Landstraße - Eppendorfer Marktplatz - Erdkampsweg - Erik-Blumenfeld-Platz - Esplanade |

### F
| - Farmsener Landstraße - Farmsener Weg - Farnhornstieg - Farnhornweg - Fasanenweg - Feldstraße - Ferdinandstor - Finkenwerder Brücke | - Finkenwerder Norderdeich - Finkenwerder Ring - Finkenwerder Ringbrücke-Ost - Finkenwerder Ringbrücke-Süd - Finkenwerder Ringbrücke-West - Finkenwerder Straße - Flughafenstraße - Francoper Straße | - Freihafenelbbrücke - Friedrich-Ebert-Damm - Friedrich-Ebert-Straße - Frohmestraße - Fruchtallee - Fuhlsbüttler Straße - Fürstenmoordamm |

### G
| - Gänsemarkt - Garstedter Weg - Gärtnerstraße - Gehlengraben - Georg-Heyken-Straße - Georg-Wilhelm-Straße - Glinder Straße | - Glockengießerwall - Gorch-Fock-Wall - Graskeller - Grevenweg - Grindelallee - Grindelberg - Große Johannisstraße | - Großer Burstah - Grossmannstraße - Großmoorbogen - Großmoordamm - Grusonstraße |

### H
| - Habermannstraße - Habichtsplatz - Habichtstraße - Hafenrandstraße - Halenreie - Hallerstraße - Hamburger Straße - Hammer Landstraße - Hammer Steindamm - Hammer Straße - Hannoversche Straße - Harburger Chaussee - Harburger Ring - Harksheider Straße - Hebebrandbrücke - Hebebrandstraße - Heerwegbrücke | - Heidenkampsweg - Heinickestraße - Helgoländer Allee - Herbert-Weichmann-Straße - Herderstraße - Hermann-Keesenberg-Brücke - Hindenburgstraße - Hinterdeich - Hittfelder Straße - Högerdamm - Hohe Brücke - Hoheluftchaussee - Hohenwischer Straße - Hohenzollernring - Hohe-Schaar-Straße - Hohe Straße - Holsteiner Chaussee | - Holsteiner Tor - Holstenglacis - Holstenhofweg - Holstenkamp - Holstenplatz - Holstenstraße - Holstenwall - Höltigbaum - Holtklinker Straße - Holzmühlenstraße - Horner Landstraße - Horner Rampe - Hudtwalckerstraße - Hufnerstraße - Hummelsbütteler Hauptstraße - Hummelsbütteler Landstraße - Hummelsbüttler Hauptstraße |

### I
| - Im Gehölz | - Isfeldstraße |

### J
| - Jahnbrücke - Jahnring - Jenfelder Allee | - Johannes-Brahms-Platz - Johannisbollwerk - Julius-Leber-Straße | - Julius-Vosseler-Straße - Jungfernstieg - Jüthornstraße |

### K
| - Kaiser-Wilhelm-Straße - Kajen - Kanalplatz - Karlshöhe - Karolinenstraße - Katharinenkirchhof - Kattwykbrücke - Kattwykdamm - Kehrwiederspitze - Kennedybrücke | - Kieler Straße - Kleiner Schäferkamp - Klopstockstraße - Klosterstern - Klosterwall - Knoopstraße - Köhlbrandbrücke - Kollaustraße - König-Georg-Deich - Königstraße | - Koppelstraße - Kornhausbrücke - Kornweide - Krausestraße - Kreuzweg - Krohnstieg - Krummholzberg - Kuhmühle - Kurt-Schumacher-Allee |

### L
| - Landwehr - Langenhorner Chaussee - Lauensteinstraße - Lemsahler Landstraße - Lenhartzstraße - Lerchenfeld - Lesserstraße | - Liebigstraße - Lohbrügger Markt - Lohe - Lokstedter Steindamm - Lokstedter Weg - Lombardsbrücke - Lübecker Straße | - Lübeckertordamm - Ludolfstraße - Ludwig-Erhard-Straße - Luruper Chaussee - Luruper Hauptstraße |

### M
| - Maldfeldstraße - Marek-James-Straße - Maria-Louisen-Straße - Marschkamper Deich - Martinistraße - Max-Brauer-Allee - Meckelfelder Weg - Meiendorfer Straße | - Mellingbekbrücke - Mengestraße - Messeplatz - Millerntordamm - Millerntorplatz - Mohnhof (zum Teil) - Mönckebergstraße - Moorburger Bogen | - Moorburger Elbdeich - Moorburger Hauptdeich - Moorburger Straße - Moorfleeter Straße - Moorstraße - Mühlendamm - Mühlenstraße - Mundsburger Damm |

### N
| - Nartenstraße - Nedderfeld - Neßdeich - Neue Elbbrücke - Neuenfelder Damm - Neuenfelder Fährdeich - Neuenfelder Hauptdeich - Neuenfelder Straße | - Neuer Jungfernstieg - Neuer Kamp - Neuer Pferdemarkt - Neuhöfer Damm - Neuhöfer Straße - Neuländer Straße - Neuwiedenthaler Straße - Niederbaumbrücke | - Niendorfer Marktplatz - Nincoper Deich - Nincoper Straße - Nobistor - Nordheimstraße - Nordkanalbrücke - Nordkanalstraße - Nordschleswiger Straße |

### O
| - Oberaltenallee - Oberbaumbrücke - Oldenfelder Stieg - Oldesloer Straße | - Ölmühlenweg - Osakaallee - Osdorfer Landstraße - Osdorfer Weg | - Osterfeldstraße - Ostfrieslandstraße - Otto-Brenner-Straße - Otto-Sill-Brücke |

### P
| - Pagenfelder Platz - Palmaille - Papenreye - Pappelallee - Pepermölenbek | - Pinneberger Chaussee - Pinneberger Straße - Pollhorner Hauptdeich - Pollhornweg - Poppenbütteler Berg | - Poppenbütteler Chaussee - Poppenbütteler Weg - Poppenbüttler Landstraße - Prielstraße |

### R
| - Rahlstedter Bahnhofstraße - Rahlstedter Straße - Rahlstedter Weg - Rampenstraße - Rathausmarkt - Ratsmühlendamm - Reeperbahn - Reesestraße - Reiherstieg Hauptdeich - Reinbeker Redder | - Rennbahnstraße - Rentzelstraße - Rethedamm - Reventlowstraße - Riesserstraße - Rissener Landstraße - Ritterstraße - Robert-Schuman-Brücke - Rodigallee - Rödingsmarkt | - Rolfinckstraße - Rosenbrook - Roßdamm - Rotenhäuser Straße (zum Teil) - Rothenbaumchaussee - Rothenhauschaussee - Rugenbarg - Rugenfeld - Rüterstraße |

### S
| - Saarlandstraße - Saling - Sander Damm - Saseler Chaussee - Saseler Damm - Saseler Markt - Schäferkampsallee - Scharbeutzer Straße - Schenefelder Landstraße - Schiffbeker Höhe - Schiffbeker Weg - Schleidenstraße - Schleswiger Damm - Schloßmühlendamm - Schloßstraße - Schmidts Breite - Schmiedestraße - Schnackenburgallee - Schottmüllerstraße - Schröderstiftstraße - Schulweg - Schürbeker Bogen | - Schürbeker Straße - Schwanenwik - Schwarzenbergstraße - Sechslingspforte - Seehafenbrücke - Seehafenstraße - Sengelmannstraße - Shanghaiallee - Shanghaibrücke - Sieker Landstraße - Siemersplatz - Sierichstraße - Sievekingplatz - Sievekingsallee - Simon-von-Utrecht-Straße - Sonnenweg - Spaldingstraße - Speersort - Sportplatzring - Stader Straße - Stadtbahnstraße - Stadthausbrücke | - St. Benedictstraße - Steendiek - Steilshooper Allee - Steindamm - Stein-Hardenberg-Straße - Steinhauerdamm - Steinstraße - Steintordamm - Steintorplatz - Steintorwall - Stephansplatz - Stillhorner Weg - St. Pauli Fischmarkt - St.-Pauli-Hafenstraße - Straßburger Straße - Stresemannstraße - Süderelbebogen - Süderstraße - Sülldorfer Brooksweg - Sülldorfer Landstraße |

### T
| - Tangstedter Landstraße - Tarpen - Tarpenbekstraße | - Theodor-Heuss-Platz - Tonndorfer Hauptstraße - Tonndorfer Weg | - Tschaikowskyplatz - Tunnelstraße |

### U
| - Überseeallee - Überseering | - Ulzburger Straße | - Unterer Landweg |

### V
| - Veddeler Brückenstraße - Veddeler Damm - Veddeler Marktplatz - Veddeler Straße - Veritaskai | - Versmannstraße - Vierlandenstraße - Vierländer Brücke - Vierzigstücken - Vogt-Wells-Straße | - Volksdorfer Damm - Volksparkstraße - Vollhöfner Weiden - Von-Sauer-Straße - Vorsetzen |

### W
| - Wagnerstraße - Walderseestraße - Waldweg - Wallringtunnel - Wallstraße - Wallstraßenbrücke - Walter-Dudek-Brücke - Waltershofer Straße - Wandsbeker Allee | - Wandsbeker Bahnhofstraße - Wandsbeker Chaussee - Wandsbeker Marktstraße - Wandsbeker Straße - Wandsbeker Zollstraße - Wartenau - Wedeler Landstraße - Wellingsbütteler Landstraße - Wellingsbüttler Weg | - Wentorfer Straße - Willy-Brandt-Straße - Wilstorfer Straße - Winsener Straße - Winterhuder Marktplatz - Winterhuder Weg - Wöhlerstraße |

### Z
| - Zeppelinstraße - Zippelhaus | - Zur Seehafenbrücke | - Zweibrückenstraße |

sowie die Bundesfernstraßen und Autobahnen im Stadtgebiet.